# 사내면
사내면(史內面)은 대한민국 강원특별자치도 화천군의 면이다. 면적은 2016년 기준으로 151.17 km2이다.

## 지리
사내면은 사방이 산으로 둘러싸인 분지형 고지대로, 면의 중심부를 흐르는 지촌천(芝村川)을 따라 동쪽의 북한강 방향으로만 지형이 열려 있다. 산간 내륙 지방이라서 연교차, 일교차가 크며, 연 평균 기온은 10.9˚C, 연 평균 강수량은 약 1,200 mm이다.
면의 남쪽과 서쪽은 경기도와 접하며, 타지와의 주요 교통로는 6개로 화천군의 다른 읍·면에 비해 도로 여건이 우월하다. 면의 동쪽으로는 춘천시 사북면을 거쳐 남으로 춘천시내, 북으로 화천읍과 통하며, 서쪽으로는 경기도 포천시 이동면, 남쪽과 서남쪽으로는 경기도 가평군, 북쪽과 서북쪽으로는 철원군 김화 지역과 통한다.

## 연혁
- 조선 시대 : 춘천군 사탄내면(史呑內面)[4]
- 1895년 : 사내면(史內面)으로 개칭하였다.
- 1945년 9월 : 38선 분단으로 면의 대부분이 소련군정 치하에 들어갔다. 같은 해 11월 소련군정이 사내면을 김화군에 편입시켰다.[5]
- 1953년 7월 27일 : 한국전쟁의 결과 면의 전 지역을 수복하였고, 북포천군으로 군정이 실시되었다.[6]
- 1954년 11월 17일 : 수복지구에 대한 행정권이 회복되면서 화천군으로 편입되었다.[7]

## 행정 구역
| 법정리 | 한자명 | 행정리                                                        | 비고            |
| ------ | ------ | ------------------------------------------------------------- | --------------- |
| 광덕리 | 廣德里 | 광덕1리, 광덕2리, 광덕3리, 광덕4리                            |                 |
| 명월리 | 明月里 | 명월1리, 명월2리, 명월3리                                     |                 |
| 사창리 | 史倉里 | 사창1리, 사창2리, 사창3리, 사창4리, 사창5리, 사창6리, 사창7리 | 면사무소 소재지 |
| 삼일리 | 三逸里 | 삼일1리, 삼일2리                                              |                 |
| 용담리 | 龍潭里 | 용담1리, 용담2리                                              |                 |

## 교육
- 사내초등학교 (사창리)
  - 명월분교 (폐교) - 사내면 박달로 493-24 (명월리)
- 광덕초등학교 (광덕리)
- 실내초등학교 (명월리)
- 사내중학교 (사창리)
- 사내고등학교 (사창리)

## 관광지
- 광덕계곡
- 삼일계곡
- 광덕그린농원

## 같이 보기
- 사북면